# Pinalite
La pinalite è un minerale.